# Muda (Rio de Janeiro)
Muda é uma pequena região localizada no bairro da Tijuca, na cidade do Rio de Janeiro.

## História

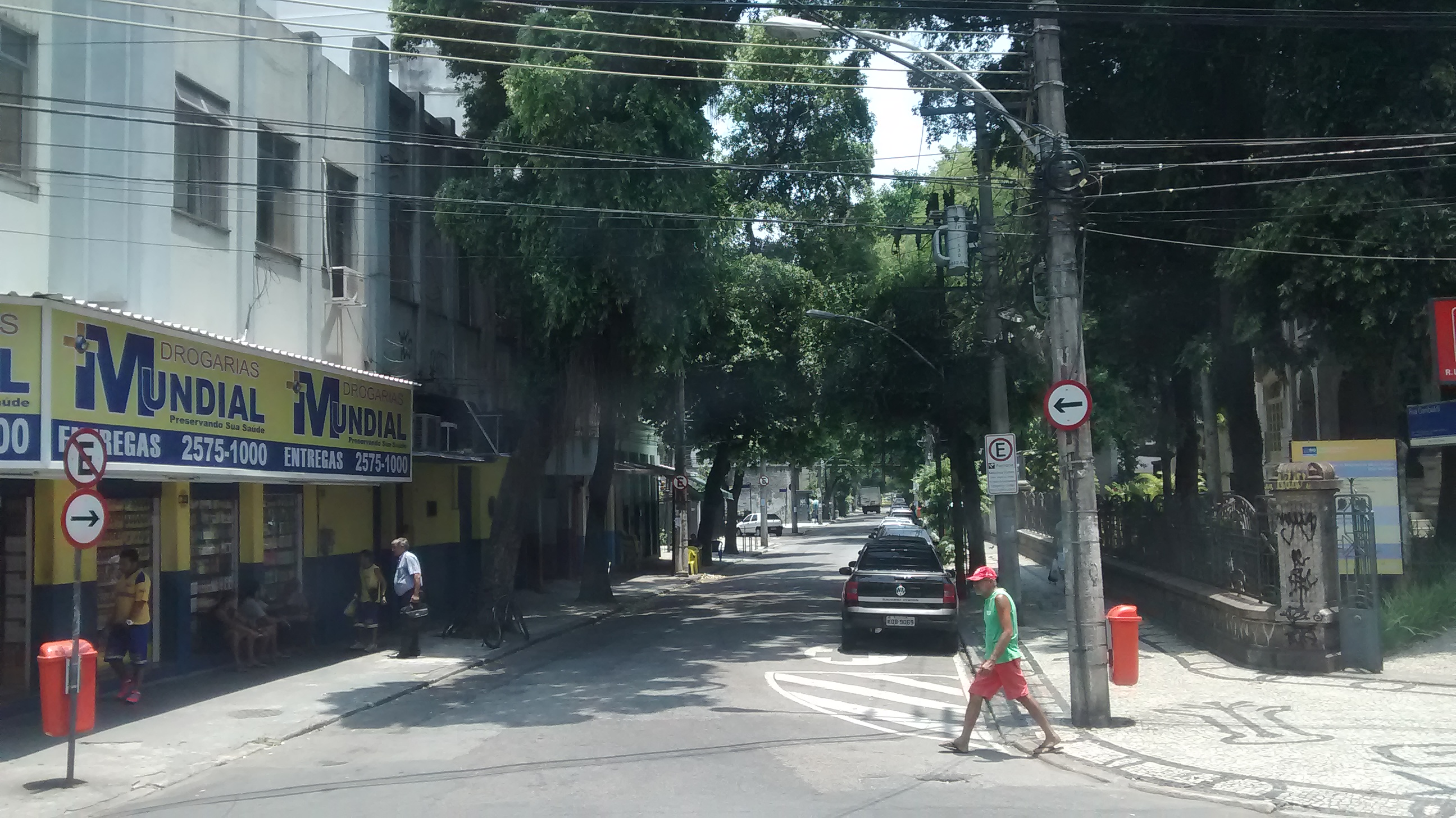
Muda

Localiza-se na porção oeste da Tijuca, entre a região da Praça Saens Peña e o sub-bairro da Usina.
Apesar de muitos fazerem esta confusão, a Muda não é um bairro à parte da Tijuca, mas localiza-se dentro da mesma, assim como a Usina e o Largo da Segunda-Feira, visto que são sub-bairros não-oficiais, e seus códigos postais constam como Tijuca.
Existem algumas versões para a denominação do bairro, uma das versões mais comuns relata que o nome "Muda" adviria da época em que os cavalos, que subiam o Alto da Boa Vista em direção às fazendas na Zona Oeste, precisavam mudar as ferraduras, por enfrentarem os lamaçais frequentes da Tijuca.
Outros afirmam que o bairro foi assim batizado pelo fato de que no espaço onde funciona a quadra da Império da Tijuca, na Rua Conde de Bonfim, que se fazia a muda das parelhas de animais que tracionavam os bondes que ligavam a Usina e o Alto da Boa Vista à Tijuca.
Existe também a versão de que o nome MUDA é advindo de que o local em tela era o ponto terminal da linha de bonde  Centro - Tijuca que subia até o final da atual avenida Conde de Bonfim e à época eram puxados por mulas, lá a parelha que já havia trabalhado era "mudada" por uma parelha descansada.   http://download.sgr.globo.com/sgr-mp3/radioglobo/2014/03/14/radioglobo-bol-07rio110749_140314.mp3
Existe também neste local a famosa Praça Xavier de Brito (Praça Comandante Xavier de Brito) mais conhecida como "Praça dos Cavalinhos" ou "Praça dos Cabritos", em que podem ser feitos passeios a cavalos, pôneis ou através charretes puxadas por cabras pelas ruas. Localiza-se o ponto final da linha 213 (Muda x Candelária - Circular). Fica também na Muda a 19ª Delegacia de Polícia e o Centro Municipal de Referência da Música Carioca